# Leucauge lechei
Leucauge lechei là một loài nhện trong họ Tetragnathidae.
Loài này thuộc chi Leucauge. Leucauge lechei được Embrik Strand miêu tả năm 1908.